# Кисте, Жорж
Жорж Кисте (фр. Georges Kister; 1755—1832) — французский военный деятель, бригадный генерал (1799 год), барон (1808 год), участник революционных и наполеоновских войн.

## Биография
Он поступил на службу 1 сентября 1764 года в роту Королевского легиона и служил на Корсике в 1768 и 1769 годах. Вернувшись во Францию, он получил чин сержанта 1 июня 1773 года и был назначен фурьером драгунского полка генерал местр де кан, когда королевский легион был распущен 16 июня 1776 года.
27 июля 1779 года он стал адъютантом 1-го конно-егерского полка, а 23 сентября 1784 года — младшим лейтенантом в батальоне егерей Альп. 27 апреля 1787 года он стал лейтенантом, а 29 февраля 1788 года получил свидетельство капитана во вспомогательной роте Королевского Льежуа. Преобразованный в начале мая 1788 года, он возобновил свою лейтенантскую службу в батальоне егерей Альп 26 мая 1788 года.
Старший аджюдан 1 апреля 1791 года, он стал капитаном пеших егерей 5 февраля 1792 года. Он был назначен в генеральный штаб Рейнской армии 28 мая 1793 года в качестве капитана штаба. 13 сентября 1793 года ему была поставлена задача командовать центральной колонной, предназначенной для захвата лагеря Нортвейлер. Он взял у врага большое количество пленных и отняв у него магазин, содержащий 1500 винтовок.
В марте 1794 года главнокомандующий отправил его в Верт, для принятия командования войсками, находившимися на линии Рейна от Лотербура до Гермерсхайма. 9 июля 1794 года стал полковником и был назначен командиром 15-й полубригады лёгкой пехоты. 7 марта 1796 года сдал командование бригадой
В июле 1796 года главнокомандующий Рейнской армией доверил ему командование 31-й, а в октябре 1796 года - 21-й лёгкой полубригадой. Отличился 30 сентября 1796 года при Рейхенбахе, где действуя в арьергарде, трижды в течение дня занимал позицию, несмотря на превосходство противника. 2 октября 1796 года в битве при Бибераха под ним убита лошадь. 24 октября в битве при Шлингене был легко ранен выстрелом, а под ним убита лошадь. После этих событий 10 июня 1797 года генерал Моро поставил его во главе 24-й линейной полубригады.
Назначенный в Итальянскую армию, он был произведён в бригадные генералы 5 февраля 1799 года и возглавил бригаду в дивизии Гренье. Отличился 5 апреля 1799 года в битве при Буссоленго у Вероны, где был ранен выстрелом, а под ним была убита лошадь. В битве при Кассано 27 апреля 1799 года он сражался с семи утра до четырёх утра против 12 000 австрийцев. Он отбирает у них орудие, берет большое количество пленных и прикрывает отступление армии, оказывая неприятелю энергичное сопротивление. Опасно раненный в голову ударом сабли, он покинул поле боя только тогда, когда, измученный усталостью, ослабевший от потери крови, убедился, что его бригада в безопасности. Затем действовал в корпусе Дюэма в Пьемонте.
Едва поправившись, он был отправлен в 9-ю дивизию Альпийской армии, и снова отличился в битве при Пиньероле близ Риволи 30 октября 1799 года. Затем заичслен в Резервную армию и отличился в битве при Маренго 14 июня 1800 года. Вернулся во Францию 1 июня 1801 года, а 23 сентября 1801 года он переведён в неактивное состояние. 23 сентября 1802 года он был назначен в 3-й военный округ в Меце.
31 августа 1805 года он был зачислен в состав 3-го корпуса маршала Даву Великой Армии и в октябре принял командование 1-й бригадой в 2-й пехотной дивизии Фриана. Отличился в сражении под Аустерлицем 2 декабря 1805 года, где под ним была убита лошадь. Он участвовал в битве при Ауэрштадте 14 октября 1806 года, затем в битве при Эйлау 8 февраля 1807 года. Имея многочисленные проблемы со здоровьем, 4 ноября 1807 года Император назначил его губернатором Фульды.
3 января 1809 года он получил командование суд-дивизионом 5-го военного округа, а 8 марта включён в состав обсервационного корпуса Рейнской армии. 30 марта возглавил 2-ю «баденскую» бригаду 1-й пехотной дивизии Леграна 4-го корпуса маршала Массена Армии Германии. Участвовал в кампании 1809 года. 30 июня назначен комендантом Зальцбурга.
15 апреля 1810 года он был отправлен в отпуск, а 19 апреля 1811 года принят на работу в гарнизон Данцига. 1 февраля 1812 года возглавил 1-ю бригаду 7-й пехотной дивизии в Данциге. В мае 1812 года получил разрешение вернуться во Францию. 7 июля 1812 года он был назначен командующим департаментом Нижняя Шаранта, но не занял свой пост и был допущен к отставке 18 августа 1812 года.
Переехал в Сен-Авольд. Как только префект Мозеля узнаёт о его присутствии в Сен-Авольде, он назначает его мэром города в 1813 году. Поэтому именно он организует этап в Сен-Авольде военного госпиталя Майнца, свёрнутого в Меце, эпизод, во время которого сыпной тиф пациентов госпиталя распространяется среди местного населения. После перерыва, соответствующего первой реставрации, он снова был назначен мэром Сен-Авольда в 1817 году и занимал эту должность до 1824 года. Он умер 24 декабря 1832 года в Сен-Авольде.

## Воинские звания
- Солдат (1 сентября 1764 года);
- Сержант (1 июня 1773 года);
- Младший лейтенант (23 сентября 1784 года);
- Лейтенант (27 апреля 1787 года);
- Капитан (29 февраля 1788 года);
- Лейтенант (26 мая 1788 года);
- Капитан (5 февраля 1792 года);
- Полковник (9 июля 1794 года);
- Бригадный генерал (5 февраля 1799 года).

## Титулы
- Барон Кисте и Империи (фр. baron Kister et de l'Empire; декрет от 19 марта 1808 года, патент подтверждён 29 июня 1808 года в Байонне)[1][2].

## Награды
Кавалер Военного ордена Святого Людовика (15 февраля 1792 года)
 Легионер ордена Почётного легиона (11 декабря 1803 года)
 Коммандан ордена Почётного легиона (14 июня 1804 года)